# Andreas von Hofer (politik)
Andreas von Hofer (27. září 1833 Fischamend – 26. nebo 27. června 1881 Vídeň) byl rakouský politik německé národnosti, v 2. polovině 19. století poslanec Říšské rady. Byl vnukem tyrolského národního hrdiny Andrease Hofera.

## Biografie
Byl vnukem tyrolského bojovníka za svobodu z počátku 19. století Andrease Hofera. Už jako mladík se zapojil během revolučního roku 1848 do studentské legie a účastnil se válečných akcí. Podílel se též na tažení rakouské armády v roce 1859 a 1866. Patřil mu statek Sandhof v tyrolském regionu Passeier. Od roku 1871 působil jako notář v Amstettenu.
Byl poslancem Tyrolského zemského sněmu. Zasedal rovněž jako poslanec Říšské rady (celostátního parlamentu Předlitavska), kam nastoupil v doplňovacích volbách roku 1877 za kurii velkostatkářskou v Tyrolsku, 2. voličský sbor. Slib složil 1. května 1877. Mandát obhájil ve volbách roku 1879. V parlamentu setrval do své smrti roku 1881. V roce 1877 se uvádí jako šlechtic Andreas von Hofer, c. k. notář, bytem Amstetten.
V parlamentu zastupoval tzv. Ústavní stranu (liberálně, centralisticky a provídeňsky orientovanou). Jako ústavověrný poslanec se uvádí i po volbách roku 1879. Na Říšské radě se v říjnu 1879 uvádí jako člen staroněmeckého Klubu liberálů (Club der Liberalen).
V závěru života bydlel ve Vídni v Hohenstaufengasse 7. Stupňovalo se u něj nervové onemocnění a původně zvažovaný přesun za rodinou do Amstettenu nebyl možný. Musel být pod stálým dozorem, protože se u něj objevovaly záchvaty šílenství a chtěl skočit z okna. V lednu 1881 byl proto přijat do vídeňského sanatoria na Landstrasse. Zemřel v červnu 1881 v soukromém ústavu dr. Svetlina ve Vídni.